# Liste der Auslandsvertretungen Eritreas

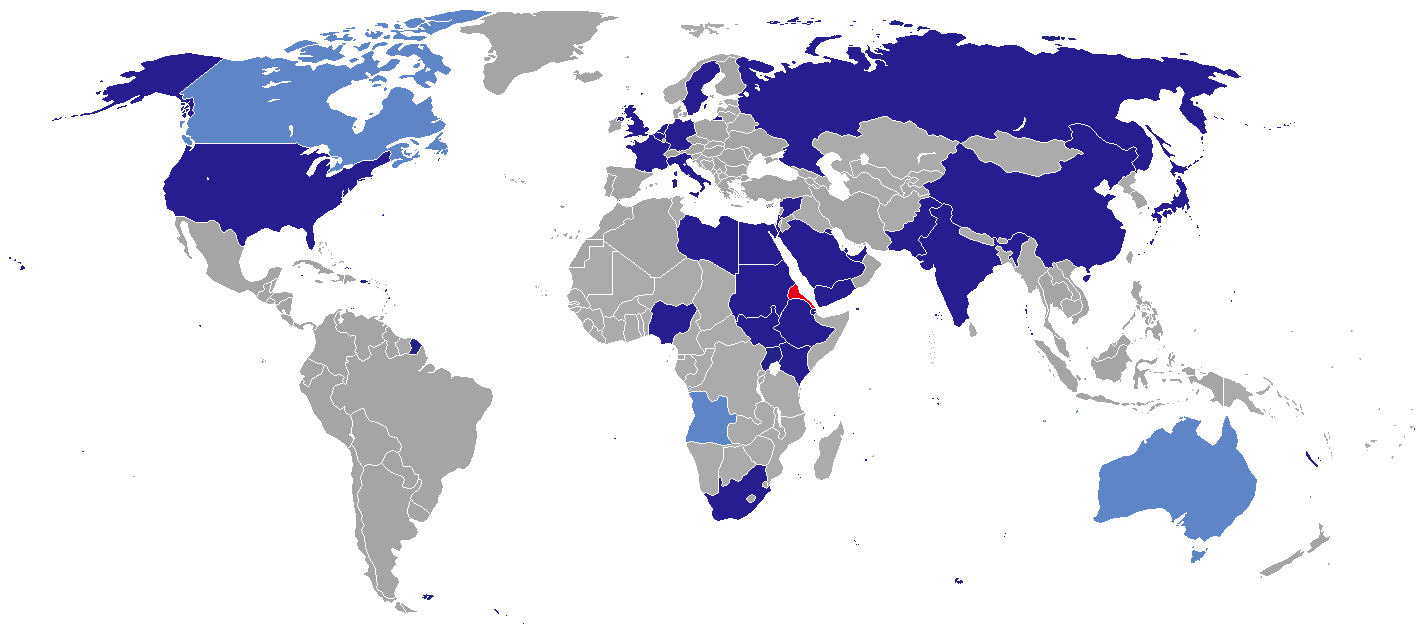
Standorte der diplomatischen Vertretungen Eritreas

Dies ist eine Liste der diplomatischen und konsularischen Vertretungen Eritreas.

## Diplomatische und konsularische Vertretungen

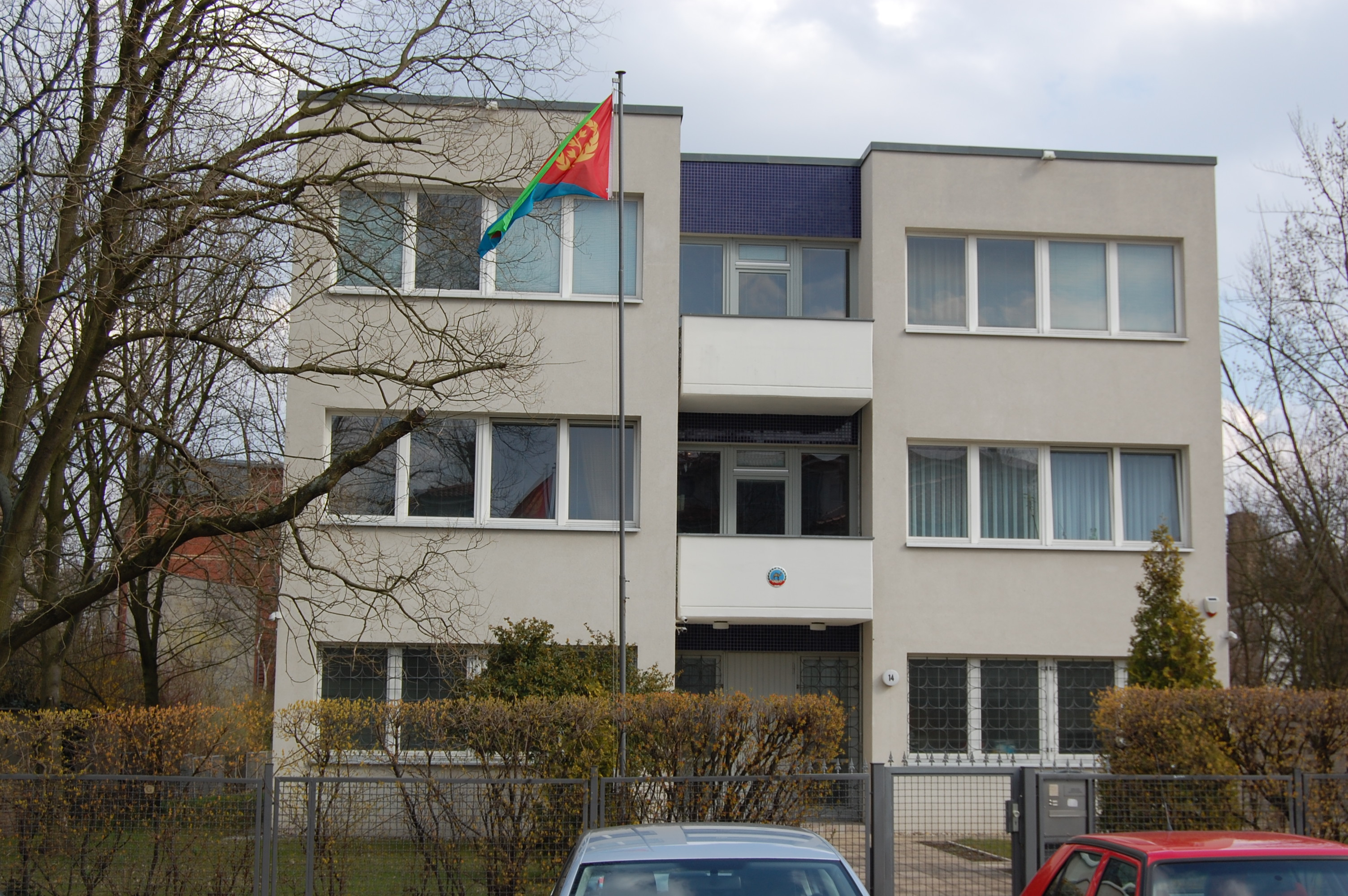
Botschaft Eritreas in Berlin

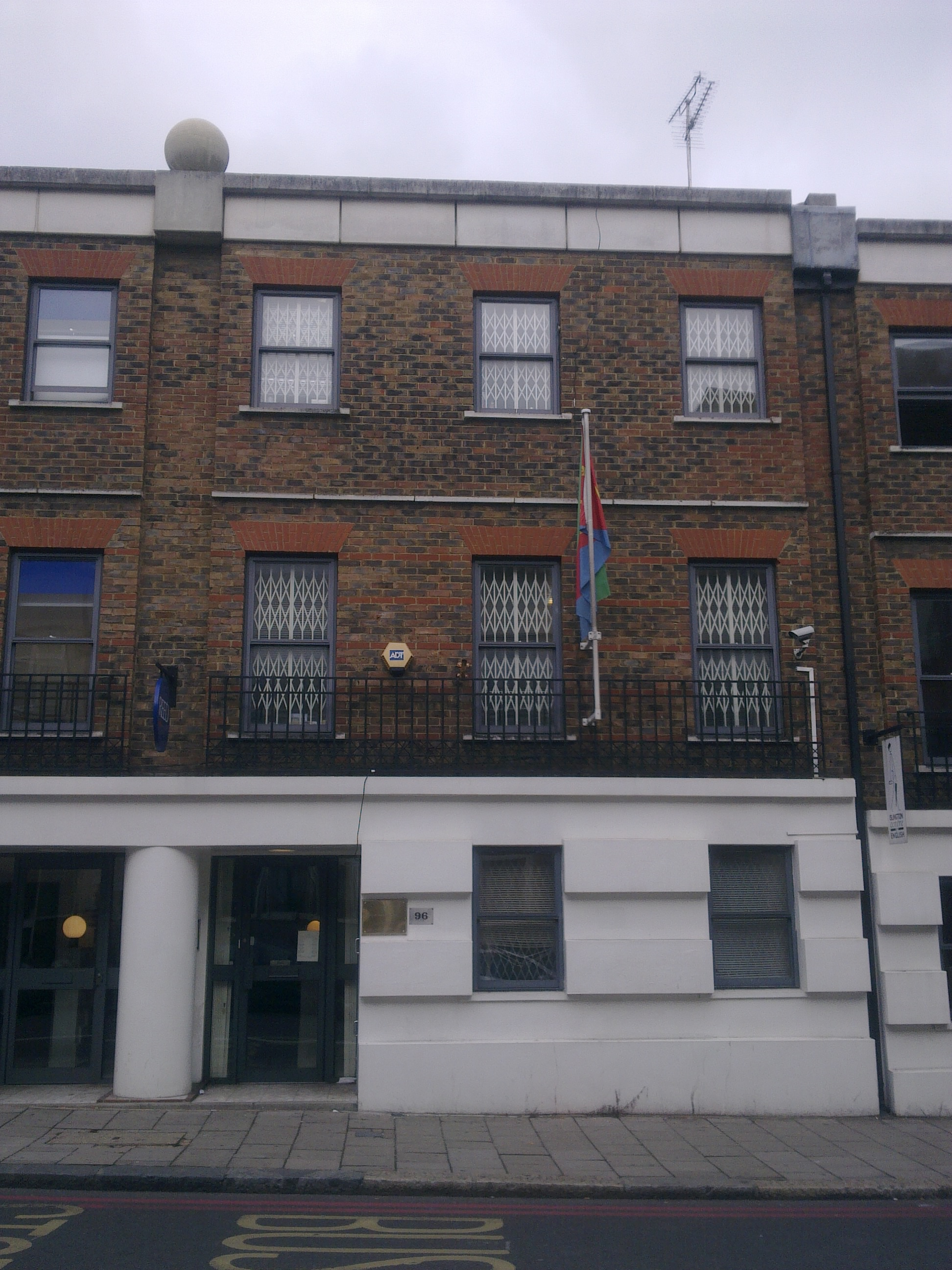
Botschaft Eritreas in London

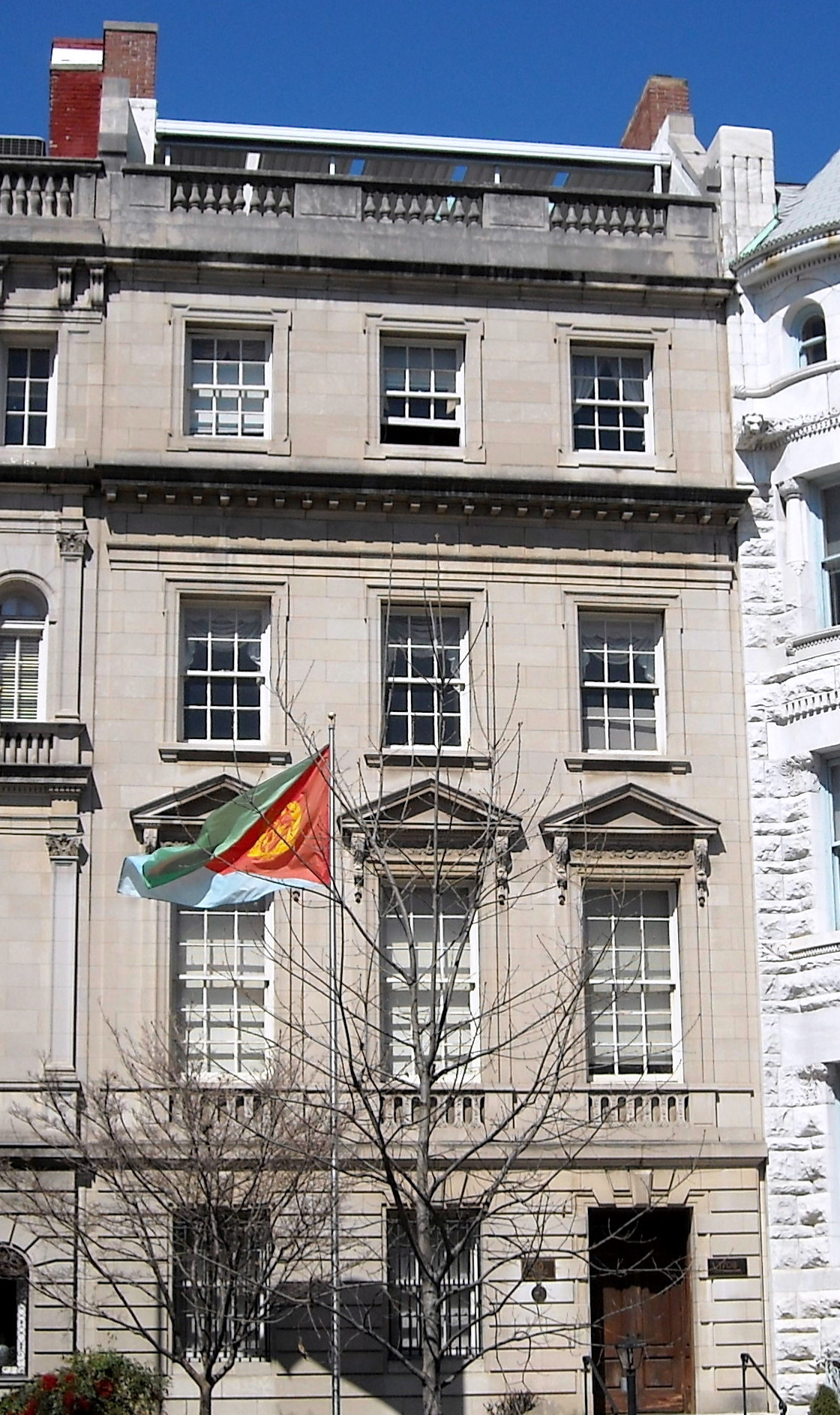
Botschaft Eritreas in Washington, D.C.

### Afrika
| - Ägypten: Kairo, Botschaft - Dschibuti: Dschibuti, Botschaft - Kenia: Nairobi, Botschaft - Libyen: Tripolis, Botschaft | - Nigeria: Abuja, Botschaft - Südafrika: Pretoria, Botschaft - Sudan: Khartum, Botschaft - Südsudan: Juba, Botschaft |

### Asien
| - Volksrepublik China: Peking, Botschaft - Indien: Neu-Delhi, Botschaft - Israel: Tel Aviv, Botschaft - Japan: Tokyo, Botschaft - Jemen: Sanaa, Botschaft - Katar: Doha, Botschaft | - Kuwait: Kuwait, Botschaft - Pakistan: Islamabad, Botschaft - Saudi-Arabien: Riad, Botschaft - Syrien: Damaskus, Botschaft - Vereinigte Arabische Emirate: Abu Dhabi, Botschaft - Vereinigte Arabische Emirate: Dubai, Konsulat |

### Australien und Ozeanien
- Australien: Melbourne, Konsulat

### Europa
| - Belgien: Brüssel, Botschaft - Deutschland: Berlin, Botschaft - Deutschland: Frankfurt, Konsulat - Frankreich: Paris, Botschaft - Italien: Rom, Botschaft - Italien: Mailand, Konsulat | - Niederlande: Den Haag, Botschaft - Russland: Moskau, Botschaft - Schweden: Stockholm, Botschaft - Schweiz: Genf, Konsulat - Vereinigtes Königreich: London, Botschaft |

### Nordamerika
- Vereinigte Staaten: Washington, D.C., Botschaft

## Vertretungen bei internationalen Organisationen
- Vereinte Nationen: New York, Ständige Mission
- Vereinte Nationen: Genf, Ständige Mission
- AU: Addis Abeba, Ständige Mission
- Arabische Liga: Kairo, Delegation